# Schiffneria yunnanensis
Schiffneria yunnanensis är en bladmossart som beskrevs av C.Gao et W.Li. Schiffneria yunnanensis ingår i släktet Schiffneria och familjen Cephaloziaceae. Inga underarter finns listade i Catalogue of Life.